# Sugandha Mishra
Pour les articles homonymes, voir Mishra.
Sugandha Santosh Mishra (née le 23 mai 1988 à Jalandhar) est une actrice et chanteuse indienne.

## Biographie
Ses parents sont Santosh Mishra et Savita Mishra. Elle est la quatrième génération de sa famille à chanter, elle est formée de manière classique par son grand-père Pt. Shankar Lal Mishra, un disciple d'Ustaad Amir Khan Sahib.
Elle étudie à la Guru Nanak Dev University et au Apeejay College of Fine Arts, Jalandhar d'où elle obtient sa maîtrise en musique.
Elle épouse le 26 avril 2021 l'acteur Sanket Bhosale.

## Carrière
Sugandha Mishra commence sa carrière en tant que radio-jockey et travaille avec BIG FM India. Après cela, elle commence sa carrière de chanteuse et interprète de nombreux jingles, bhajans et chansons dans de nombreux documentaires, pièces de théâtre et courts métrages. Elle participe à l'émission de télé-réalité Sa Re Ga Ma Pa Singing Superstar et finit troisième finaliste de l'émission. Suit The Great Indian Laughter Challenge, où elle est l'une des finalistes.
Elle donne sa voix dans des chansons de Bollywood dans des films comme Shree et Kamaal Dhamaal Malamaal. Elle fait ses débuts d'actrice avec le film Heropanti en 2014 dans un rôle de figuration.